# NGC 4557
NGC 4557 est constitué de trois d'étoiles situées dans la Chevelure de Bérénice. L'astronome français Guillaume Bigourdan a enregistré la position de ces étoiles le 22 avril 1886.
La base de données HyperLeda identifie NGC 4557 à la galaxie SDSSJ123552.32+270227.9 situé près de ce trio stellaire au sud-est.